# Falls Church, Virginia
Falls Church, Virginia là một thành phố độc lập nằm trong tiểu bang Virginia, Hoa Kỳ. Thành phố có dân số ước tính vào năm 2019 là 14,617 người và trực thuộc vùng đô thị Washington. Lấy tên từ Giáo hội Falls, một giáo xứ Anh giáo có từ thế kỷ thứ mười tám, Falls Church được công nhận tiêu chí thị trấn thuộc quận Fairfax vào năm 1875 và được nâng cấp lên mức thành phố độc lập ngang cấp quận vào năm 1948. Với diện tích chỉ 2.11 dặm vuông, Falls Church là khu đô thị nhỏ nhất của tiểu bang Virginia và là thành phố cấp quận nhỏ nhất tại Hoa Kỳ.